# Henry St. George Tucker III

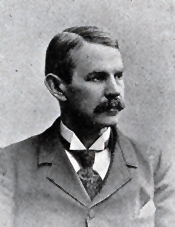
Henry St. George Tucker (1896)

Henry St. George Tucker III (* 5. April 1853 in Winchester, Virginia; † 23. Juli 1932 in Lexington, Virginia) war ein US-amerikanischer Politiker. Zwischen 1889 und 1897 sowie nochmals zwischen 1922 und 1932 vertrat er den Bundesstaat Virginia im US-Repräsentantenhaus.

## Werdegang
Henry Tucker entstammte einer bekannten Politikerfamilie. Er war der Sohn des Kongressabgeordneten John Randolph Tucker (1823–1897) und Enkel von Henry St. George Tucker Sr. (1780–1848), der ebenfalls im Kongress saß. Tucker besuchte private Schulen in Richmond und Middleburg. Nach einem anschließenden Jurastudium an der Washington and Lee University und seiner 1876 erfolgten Zulassung als Rechtsanwalt begann er in Staunton in diesem Beruf zu arbeiten. Politisch war er Mitglied der Demokratischen Partei.
Bei den Kongresswahlen des Jahres 1888 wurde Tucker im zehnten Wahlbezirk von Virginia in das US-Repräsentantenhaus in Washington, D.C. gewählt, wo er am 4. März 1889 die Nachfolge von Jacob Yost antrat. Nach drei Wiederwahlen konnte er bis zum 3. März 1897 vier Legislaturperioden im Kongress absolvieren. Im Jahr 1896 wurde er von seiner Partei nicht mehr zur Wiederwahl nominiert.
1897 wurde Tucker Professor für Verfassungsrecht an der Washington and Lee University. Im Jahr 1900 wurde er Dekan dieser Universität. Fünf Jahre später wurde er auch Dekan für Rechtswissenschaften und Diplomatie an der George Washington University in Washington. Von 1905 bis 1907 fungierte er als Präsident der Jamestown Exposition Co. Außerdem leitete er 1905 die American Bar Association. In den Jahren 1909 und 1921 bewarb er sich innerhalb seiner Partei jeweils erfolglos um die Nominierung als Spitzenkandidat für die  Gouverneurswahlen in Virginia.
Nach dem Tod des Abgeordneten Henry D. Flood wurde Tucker bei der fälligen Nachwahl für den zehnten Sitz von Virginia als dessen Nachfolger erneut in das US-Repräsentantenhaus gewählt, wo er am 21. März 1922 sein neues Mandat antrat. Nach vier Wiederwahlen konnte er bis zu seinem Tod am 23. Juli 1932 im Kongress verbleiben. Seine letzten Jahre dort waren seit 1929 von den Ereignissen der Weltwirtschaftskrise geprägt.